# Lista över fornlämningar i Gotlands kommun (Lye)
Lista över fornlämningar i Gotlands kommun (Lye) är en förteckning av ett urval av de fornlämningar som finns i Lye i Gotlands kommun.
| Namn      | Lämningstyp                      | Tillkomsttid | Historisk indelning | Plats | Läge                 | ID-nr          | Bild                                 |
| --------- | -------------------------------- | ------------ | ------------------- | ----- | -------------------- | -------------- | ------------------------------------ |
| Lye 1:1   | Gravfält                         |              | Lye, Gotland        |       | 57.299790, 18.518844 | 10095000010001 | Ladda upp en bild av detta fornminne |
| Lye 2:1   | Gravfält                         |              | Lye, Gotland        |       | 57.314198, 18.507019 | 10095000020001 | Ladda upp en bild av detta fornminne |
| Lye 3:1   | Stensättning                     |              | Lye, Gotland        |       | 57.311114, 18.507646 | 10095000030001 | Ladda upp en bild av detta fornminne |
| Lye 3:2   | Stensättning                     |              | Lye, Gotland        |       | 57.311468, 18.506991 | 10095000030002 | Ladda upp en bild av detta fornminne |
| Lye 6:1   | Hällristning                     |              | Lye, Gotland        |       | 57.291308, 18.532183 | 11100000000651 | Ladda upp en bild av detta fornminne |
| Lye 6:2   | Hällristning                     |              | Lye, Gotland        |       | 57.291234, 18.532081 | 11100000000652 | Ladda upp en bild av detta fornminne |
| Lye 10:1  | Stensättning                     |              | Lye, Gotland        |       | 57.310771, 18.513065 | 10095000100001 | Ladda upp en bild av detta fornminne |
| Lye 11:1  | Gravfält                         |              | Lye, Gotland        |       | 57.312522, 18.511844 | 10095000110001 | Ladda upp en bild av detta fornminne |
| Lye 12:1  | Gravfält                         |              | Lye, Gotland        |       | 57.305313, 18.513088 | 10095000120001 | Ladda upp en bild av detta fornminne |
| Lye 13:1  | Gravfält                         |              | Lye, Gotland        |       | 57.297924, 18.537678 | 10095000130001 | Ladda upp en bild av detta fornminne |
| Lye 14:1  | Stensättning                     |              | Lye, Gotland        |       | 57.298361, 18.539244 | 10095000140001 | Ladda upp en bild av detta fornminne |
| Lye 14:2  | Stensättning                     |              | Lye, Gotland        |       | 57.298753, 18.539163 | 10095000140002 | Ladda upp en bild av detta fornminne |
| Lye 14:3  | Stensättning                     |              | Lye, Gotland        |       | 57.298772, 18.538889 | 10095000140003 | Ladda upp en bild av detta fornminne |
| Lye 14:4  | Stensättning                     |              | Lye, Gotland        |       | 57.298644, 18.538669 | 10095000140004 | Ladda upp en bild av detta fornminne |
| Lye 15:1  | Husgrund, förhistorisk/medeltida |              | Lye, Gotland        |       | 57.288626, 18.527596 | 10095000150001 | Ladda upp en bild av detta fornminne |
| Lye 17:1  | Husgrund, förhistorisk/medeltida |              | Lye, Gotland        |       | 57.287268, 18.541821 | 10095000170001 | Ladda upp en bild av detta fornminne |
| Lye 17:2  | Husgrund, förhistorisk/medeltida |              | Lye, Gotland        |       | 57.287123, 18.542015 | 10095000170002 | Ladda upp en bild av detta fornminne |
| Lye 17:3  | Husgrund, förhistorisk/medeltida |              | Lye, Gotland        |       | 57.287191, 18.541156 | 10095000170003 | Ladda upp en bild av detta fornminne |
| Lye 19:1  | Stensättning                     |              | Lye, Gotland        |       | 57.292812, 18.545725 | 10095000190001 | Ladda upp en bild av detta fornminne |
| Lye 23:1  | Gravfält                         |              | Lye, Gotland        |       | 57.300220, 18.535054 | 10095000230001 | Ladda upp en bild av detta fornminne |
| Lye 24:1  | Hällristning                     |              | Lye, Gotland        |       | 57.309504, 18.529745 | 10095000240001 | Ladda upp en bild av detta fornminne |
| Lye 25:1  | Hällristning                     |              | Lye, Gotland        |       | 57.294217, 18.510242 | 11100000000653 | Ladda upp en bild av detta fornminne |
| Lye 29:1  | Stensättning                     |              | Lye, Gotland        |       | 57.307521, 18.542764 | 10095000290001 | Ladda upp en bild av detta fornminne |
| Lye 30:1  | Stensättning                     |              | Lye, Gotland        |       | 57.310026, 18.542001 | 10095000300001 | Ladda upp en bild av detta fornminne |
| Lye 30:2  | Stensättning                     |              | Lye, Gotland        |       | 57.309933, 18.542123 | 10095000300002 | Ladda upp en bild av detta fornminne |
| Lye 30:3  | Stensättning                     |              | Lye, Gotland        |       | 57.309983, 18.542193 | 10095000300003 | Ladda upp en bild av detta fornminne |
| Lye 30:4  | Stensättning                     |              | Lye, Gotland        |       | 57.310375, 18.541838 | 10095000300004 | Ladda upp en bild av detta fornminne |
| Lye 32:1  | Stensättning                     |              | Lye, Gotland        |       | 57.306757, 18.543793 | 10095000320001 | Ladda upp en bild av detta fornminne |
| Lye 32:2  | Stensättning                     |              | Lye, Gotland        |       | 57.306626, 18.543582 | 10095000320002 | Ladda upp en bild av detta fornminne |
| Lye 32:3  | Stensättning                     |              | Lye, Gotland        |       | 57.306749, 18.543486 | 10095000320003 | Ladda upp en bild av detta fornminne |
| Lye 36:1  | Gravfält                         |              | Lye, Gotland        |       | 57.317679, 18.524233 | 10095000360001 | Ladda upp en bild av detta fornminne |
| Lye 44:1  | Gravfält                         |              | Lye, Gotland        |       | 57.309167, 18.504035 | 10095000440001 | Ladda upp en bild av detta fornminne |
| Lye 45:1  | Stensättning                     |              | Lye, Gotland        |       | 57.310483, 18.503414 | 10095000450001 | Ladda upp en bild av detta fornminne |
| Lye 45:2  | Stensättning                     |              | Lye, Gotland        |       | 57.310557, 18.503559 | 10095000450002 | Ladda upp en bild av detta fornminne |
| Lye 45:3  | Stensättning                     |              | Lye, Gotland        |       | 57.310606, 18.503669 | 10095000450003 | Ladda upp en bild av detta fornminne |
| Lye 48:1  | Stensättning                     |              | Lye, Gotland        |       | 57.305706, 18.550845 | 10095000480001 | Ladda upp en bild av detta fornminne |
| Lye 72:1  | Hällristning                     |              | Lye, Gotland        |       | 57.294196, 18.549022 | 11100000000677 | Ladda upp en bild av detta fornminne |
| Lye 90:1  | Hällristning                     |              | Lye, Gotland        |       | 57.292819, 18.547223 | 11100000000678 | Ladda upp en bild av detta fornminne |
| Lye 90:2  | Hällristning                     |              | Lye, Gotland        |       | 57.292819, 18.547223 | 11100000000679 | Ladda upp en bild av detta fornminne |
| Lye 90:3  | Hällristning                     |              | Lye, Gotland        |       | 57.292875, 18.547232 | 11100000000680 | Ladda upp en bild av detta fornminne |
| Lye 90:4  | Hällristning                     |              | Lye, Gotland        |       | 57.292875, 18.547232 | 11100000000681 | Ladda upp en bild av detta fornminne |
| Lye 90:5  | Hällristning                     |              | Lye, Gotland        |       | 57.292952, 18.547199 | 11100000000682 | Ladda upp en bild av detta fornminne |
| Lye 92:1  | Husgrund, förhistorisk/medeltida |              | Lye, Gotland        |       | 57.288160, 18.541490 | 10095000920001 | Ladda upp en bild av detta fornminne |
| Lye 95:1  | Stensättning                     |              | Lye, Gotland        |       | 57.305084, 18.511983 | 10095000950001 | Ladda upp en bild av detta fornminne |
| Lye 109:1 | Stensättning                     |              | Lye, Gotland        |       | 57.369937, 18.482200 | 10095001090001 | Ladda upp en bild av detta fornminne |
| Lye 109:3 | Stensättning                     |              | Lye, Gotland        |       | 57.370709, 18.481618 | 10095001090003 | Ladda upp en bild av detta fornminne |
| Lye 111:1 | Stensättning                     |              | Lye, Gotland        |       | 57.371872, 18.480090 | 10095001110001 | Ladda upp en bild av detta fornminne |
| Lye 111:2 | Stensättning                     |              | Lye, Gotland        |       | 57.371512, 18.480359 | 10095001110002 | Ladda upp en bild av detta fornminne |